# Gronych + Dollega Architekten
Gronych + Dollega Architekten ist ein deutsches Architekturbüro mit Sitz in Wetzlar. Die Projekte des Büros wurden mehrfach national und international ausgezeichnet. Unter anderem vom Chicago Athenaeum – Museum of Architecture and Design mit dem International Architecture Award und dem Green Good Design Award.

## Architektur
Die experimentelle Suche nach der spezifischen baulichen Gestalt prägt die Arbeitsweise des Büros. Licht, Raum und Baukörper werden auf Grundlage des architektonischen Konzeptes untersucht und anhand von Arbeitsmodellen weiterentwickelt. Es entsteht eine auf den Ort bezogene, unverwechselbare Architekturgestalt mit hoher räumlicher Qualität: Im Mittelpunkt steht der Mensch mit all seinen Sinnen und Emotionen.

## Projekte (Auswahl)
- 2022 Drehhaus „Kylie“, Heuchelheim
- 2019 An Steins Garten, Gießen
- 2016 Wohnen im Hardtwald, Bad Homburg v.d. Höhe
- 2015 Wohnen und Arbeiten auf dem Hauserberg, Wetzlar
- 2014 Revitalisierung Solmser Schloss, Butzbach
- 2014 Wohnhaus N, Atzbach
- 2012 Haus des Markscheiders, Tiefenbach

## Produktdesign
* worker, ein Tisch für das kreative Arbeiten mit Stehpult und Ablage besteht aus einer gefalteten Holzplatte und Y-Stützen aus rohem Stahl. Durch die plastische Ausformung bekommt der Tisch eine räumliche Präsenz und kommunikative Vielfalt. Jeder Blickwinkel erzeugt ein neues charakteristisches Erscheinungsbild und weckt Emotionen. 2019 gewann *worker den internationalen GOOD DESIGN award.

## Auszeichnungen (Auswahl)

### 2015
- Iconic awards 2015, Rat für Formgebung, Revitalisierung Solmser Schloss, Butzbach
- Iconic awards 2015, Rat für Formgebung, Wohnen und Arbeiten auf dem Hauserberg, Wetzlar

### 2016
- iF design award 2016, Revitalisierung Solmser Schloss, Butzbach[5]
- German Design Award 2017 - special mention, Haus des Markscheiders, Tiefenbach[6]
- Iconic awards 2016, Rat für Formgebung, Wohnhaus N, Atzbach

### 2017
- GREEN GOOD DESIGN award 2017, Chicago Athenaeum – Museum of Architecture and Design, Revitalisierung Solmser Schloss, Butzbach
- GREEN GOOD DESIGN award 2017, Chicago Athenaeum - Museum of Architecture and Design, Wohnen und Arbeiten auf dem Hauserberg, Wetzlar
- Golden A‘Design Award 2017, Haus des Markscheiders, Tiefenbach[7]
- DAM Preis für Architektur 2017 - Nominiert, Wohnen im Hardtwald. Bad Homburg v.d. Höhe[8]

### 2018
- International Architecture Awards 2018, Chicago Athenaeum – Museum of Architecture and Design, Wohnen und Arbeiten auf dem Hauserberg, Wetzlar
- The Architecture MasterPrize 2018, Wohnen und Arbeiten auf dem Hauserberg, Wetzlar
- Johann Wilhelm-Lehr-Plakette 2018, BDA Preis, Wohnen im Hardtwald, Bad Homburg v,d, Höhe[9]

### 2019
- International Architecture Awards 2019, Chicago Athenaeum – Museum of Architecture and Design, Wohnen im Hardtwald, Bad Homburg v.d. Höhe
- The Architecture MasterPrize 2019, Goethestraße 1, Bad Homburg v.d. Höhe[10]
- GOOD DESIGN AWARD 2019, Chicago Athenaeum - Museum of Architecture and Design, Tisch: * worker

### 2020
- International Architecture Awards 2020, Chicago Athenaeum – Museum of Architecture and Design, An Steins Garten, Gießen
- Outstanding Property Award London 2019 - winner, United Kingdom, Wohnen im Hardtwald, Bad Homburg v,d, Höhe[11]

### 2022
- International Architecture Award 2022, Chicago Athenaeum – Museum of Architecture and Design, Drehhaus „Kylie“, Heuchelheim[12]
- GREEN GOOD DESIGN award 2022, Chicago Athenaeum – Museum of Architecture and Design, Drehhaus „Kylie“, Heuchelheim
- GREEN GOOD DESIGN award 2022, Chicago Athenaeum - Museum of Architecture and Design, An Steins Garten, Gießen[13]
- GREEN GOOD DESIGN award 2022, Chicago Athenaeum - Museum of Architecture and Design, * worker, Wetzlar
- GRANDS PRIX DU DESIGN – 15th edition, An Steins Garten, Gießen

## Veröffentlichungen (Auswahl)
- 2022, architektur.aktuell, Licht & Gebäudetechnik, S. 8–15, Autor: Cordula Rau
- 2020, Gesundheitsbauten Arztpraxen, S. 166 - S. 169, ff publishers GmbH, ISBN 978-3-945539-23-1
- 2019, Archipendium 2020, Calendar 23.10 + 22.11 + 23.12.2020, ARCHIMAPPUBLISHERS 2019, ISBN 978-3-00-063125-2
- 2019, „30 WWArchitecture“, S. 166 - S. 175, Oscar Asensio, Linea Editorial, ISBN 978-9962-04-647-9
- 2019, „Wohnen für Alle“, S. 100 - S. 103, Paul Andreas, Karen Jung und Peter Cachola Schmal, ISBN 978-3-86922-722-1
- 2019, Große Häuser, kleine Häuser, S. 44 - S. 45, Bund Deutscher Architektinnen und Architekten BDA im Lande Hessen e.V.
- 2018, "New International Architecture 2018 | Global Design + Urbanism XVIII, S. 82 - S. 83, Christian Narkiewicz - Lane, Metropolitan Press LTD, ISBN 0-935119-69-8
- 2018, "100 Deutsche Häuser Ausgabe 2017/2018, S. 64, 100 Medien GmbH, ISBN 978-3-903228-70-2
- 2017, „Architekturführer Deutschland“, S. 291 - S. 293, Yorck Förster, Christina Gräwe und Peter Cachola Schmal, ISBN 978-3-86922-549-4
- 2017, „Good Design 2016/17“, S. 331 + S. 338, Metropolitan Press Ltd., ISBN 0-935119-41-8